# 帕瓦蒂 (新墨西哥州)
帕瓦蒂（英語：Paguate）是位於美國新墨西哥州錫沃拉縣的普查規定居民點。

## 人口
根據2020年美國人口普查的數據，帕瓦蒂的面積為12.62平方千米，當中陸地面積為12.61平方千米，而水域面積為0.01平方千米。當地共有人口474人，而人口密度為每平方千米37.56人。